# Eremochrysa sabulosa
Eremochrysa sabulosa är en insektsart som först beskrevs av Banks 1897.  Eremochrysa sabulosa ingår i släktet Eremochrysa och familjen guldögonsländor. Inga underarter finns listade i Catalogue of Life.